# Furong Daokai
Furong Daokai (chiń. 芙蓉道楷, pinyin Fúróng Dàokǎi; kor. 부용도해 Puyong Tohae; jap. Fuyō Dōkai; wiet. Phù Rong Đạo Khải; ur. 1042, zm. 1118) – chiński mistrz chan ze szkoły caodong.

## Życiorys
Pochodził z dawnego Yizhou (obecnie miasto Linyi w południowej części prowincji Szantung). W młodości zajmował się taoizmem; praktykował głodówki i inne metody osiągnięcia nieśmiertelności. Został nawet taoistycznym pustelnikiem. W końcu porzucił tego rodzaju praktyki i rozpoczął praktykować chan w klasztorze Shutai, leżącym na południe od Chang’anu. W tym samym okresie zdał egzaminy urzędnicze, jednak postanowił dalej praktykować chan. Udał się w wędrówkę po klasztorach w poszukiwaniu odpowiedniego mistrza. Jego kolejnym nauczycielem został Touzi Yiqing. Po osiągnięciu oświecenia został spadkobiercą jego Dharmy w linii caodong.
W 1080 r. (lub 1082) Furong opuścił mistrza i został opatem klasztoru. Wkrótce został jednak przeniesiony do Luoyangu, gdzie został opatem klasztoru Zhaoti (znanego lepiej jako Baima si) oraz Longmen. Stał się wówczas bardzo znany w kręgach intelektualistów. Następnie objął funkcję opata w klasztorze Baoshou na górze Dayang w Jingzhou. Miał olbrzymią liczbę uczniów i szeroko propagował metody praktyki szkoły caodong.
Prawdopodobnie w 1103 r. mistrz został przeniesiony do Dahong w Suizhou (w środkowej części prow. Hubei). W tym samym roku cesarz Huizong (chiń. 徽宗, pan. 1100-1125) wydał dekret, którym wprowadził specjalną klasę klasztorów Chongning (później nazywanych Tianning Wanshou). W każdej prefekturze miał znajdować się jeden taki klasztor, którego mnisi mieli odprawiać rytuały dla cesarskiego zdrowia. Klasztory te były określane jako publiczne klasztory chan. Kilku znanych mistrzów chan musiało być w nich opatami. W 1104 r. na żądanie cesarza Furong został opatem klasztoru Shifang Jingyin w stolicy państwa Kaifengu. Był to początek nowego etapu jego kariery.
Sława o nim zataczała coraz szersze kręgi. Zimą 1107 r. na rozkaz cesarza musiał zostać opatem klasztoru Tianning Wanshou w Kaifengu. Do objęcia stanowiska został zmuszony. Ze względu na jego bliskie relacje z cesarzem, prowadzenie takiego klasztoru było uważane za wielki honor, a prowadzenie takiego klasztoru w stolicy mogło być uważane za szczyt kariery. Z biografii Daokaia wynika, że prowadził klasztor pod przymusem i nie sprawiało mu to zadowolenia. Cesarz Huizong po petycji gubernatora Kaifengu Li Xiaoshou nagrodził go purpurową szatą i tytułem Mistrza chan Oświecającego Samadhi. Furong podziękował cesarzowi i następnie w proteście odrzucił nagrody. Ponieważ duchowni okresu Song rzadko odrzucali cesarskie czy rządowe honory, zdziwiony cesarz posłał do mistrza wspomnianego gubernatora z zapewnieniami o dobrych intencjach dworu. Jednak Daokai ponownie odrzucił nagrody. Chociaż radzono mu wymówkę w postaci choroby, Daokai stwierdził, że chociaż ostatnio był często chory, to obecnie jest w wyśmienitym zdrowiu. Rozdrażniony tym cesarz pozbawił go wszelkich funkcji (nawet i jego stanu mnisiego) i skazał Furonga na wygnanie. Nakazał aby przeniósł się do Zizhou (obok obecnego miasta Jinan w prowincji Shandong).
Mistrz żegnany był przez tłumy mieszkańców miasta, a w drodze towarzyszyli mu mnisi z różnych rejonów państwa. W rok później edykt cesarski przywrócił mu status mnicha i zwolnił z wygnania. Mistrz chciał się udać do Zhejiangu, jednak ze względu na podeszły wiek ojca zatrzymał się w wiosce. Tam też, przy wsparciu wysokiego urzędnika Liu Fengshi (1041–1113), wybudował mały klasztor nad jeziorem Furong, na południe od Linyi. Daokai skutecznie zorganizował i poprowadził rolników, w wyniku czego udało im się uzyskać kilka tysięcy akrów ziemi. Z wdzięczności ofiarowali ziemię pod budowę klasztoru, a po świetnych zbiorach zakupili jeszcze okoliczną górę.
Zimą 1117 r. cesarz wydał dekret nazywający ten klasztor. Odtąd nosił on nazwę „klasztor chan Huayan”. Był to znak, że Daokai został całkowicie zrehabilitowany.
14 dnia 8 miesiąca Furong poprosił o pędzelek i papier, i napisał wiersz:
| Mam siedemdziesiąt sześć lat, Moje przyczynowe istnienie jest teraz zakończone. W życiu – nie wspierałem nieba, W śmierci – nie boję się piekła. Ręce i ciało sięgają poza trzy światy. Co zatrzymuje mnie przed wędrówką, którą tak lubię? |

Po napisaniu wiersza zmarł.
Eihei Dōgen nazwał go Kręgosłupem, kośćmi i szpikiem nauczania przekazywanego od Buddy Śakjamuniego.

## Uczniowie
Furong był mnichem przez 42 lata. W tym okresie mnisią ordynację przyjęło u niego 93 nowicjuszy. Miał 29 spadkobierców Dharmy, którzy zostali opatami różnych klasztorów. Najważniejsza linia przekazu biegła przez ucznia mistrza Danxia Zichuna. Jego uczniowie, czyli wnukowie w Dharmie Furonga, stali się potężnymi mistrzami szkoły i to głównie nim caodong zawdzięcza ówczesny rozwój. Byli to Huizhao Qingyu (1978–1140), Zhenxie Qingliao (1088–1151) i Hongzhi Zhengjue (1091–1157). W 6 pokoleniu następców Furonga pojawił się japoński mnich Eihei Dōgen (1200–1253), który przeniósł Dharmę caodong do Japonii, gdzie stała się największą szkołą zenu. W linii przekazu mistrza Hongzhi Zhenjuego powstał słynny zbiór Koanów Congrong lu.
Jedna z linii przekazu założona przez spadkobiercę Furonga – mistrza chan Jingyina Zijuego (zm. 1117) przejęła słynny klasztor Shaolin. Dwie linie przekazu z tego klasztoru przyczyniły się do renesansu tradycji caodong w XVII w.

## Linia przekazu Dharmy zen
Pierwsza liczba oznacza pokolenia mistrzów od 1 Patriarchy indyjskiego Mahakaśjapy.
Druga liczba oznacza pokolenia od 28/1 Bodhidharmy, 28 Patriarchy Indii i 1 Patriarchy Chin.
Trzecia liczba oznacza początek nowej linii przekazu w danym kraju.
- 38/11. Dongshan Liangjie (807–869) Szkoła caodong
  - 39/12. Shushan Kuangren (837–909)
    - 40/13. Huguo Shoucheng (bd)

  - 39/12. Qinglin Shiqian (bd)
  - 39/12. Yuezhou Qianfeng (bd)
  - 39/12. Longya Zhudun (835–923)
  - 39/12. Qinshan Wensui (bd)
  - 39/12. Caoshan Benji (840–901)
  - 39/12. Yunju Daoying (zm. 902)
    - 40/13/1. Chinch’ŏl Iŏm (869–936) Korea, szkoła sumi san
    - 40/13. Tong’an Daoying (Daopi) (bd)
      - 41/14. Tong’an Guanzhi (bd)
        - 42/15. Liangshan Yuanguan (bd)
          - 43/16. Dayang Jingxuan (943–1027) Dayang nie znalazł wśród swoich uczniów nikogo godnego przekazu Dharmy i obawiając się wygaśnięcia szkoły caodong, umówił się z wybitnym mistrzem chan Fushanem Fayuanem ze szkoły linji, że ten poprowadzi szkołę w duchu tradycji caodong, aby ją uratować. Dzięki temu nauki tej szkoły przedostały się do Japonii, gdzie są popularniejsze od rinzai (chiń. linji)
            - 44/17. Fushan Fayuan (991–1067)
              - 45/18. Xingyang Qingpou (bd)
              - 45/18. Touzi Yiqing (1032–1083)
                - 46/19. Furong Daokai (1043–1118)
                  - 47/20. Dongshan Daowei (bd)
                  - 47/20. Kumu Facheng (1071–1128) (także jako Jingyin Facheng)
                    - 48/21. Yefu Daochuan (bd)

                  - 47/20. Dayong Qilian (1077–1144)
                  - 47/20. Lumen Fadeng (1075–1127)
                  - 47/20. Jingyin Zijue (zm. 1117)(Lumen Zijue)
                    - 48/21. Qingzhou Yibian (Puzhao Yibian) (1081–1149)
                      - 49/22. Zizhou Sengbao (Lingyan Sengbao) (1114–1173)
                        - 50/23. Wangshan Shiti (Yushan Shiti) (bd)
                          - 51/24. Xueyan Huiman (zm. 1206)
                            - 52/25. Wansong Xingxiu (1166–1246)
                              - 53/26. Xueting Fuyu (1203–1275) linia Shaolin
                                - 54/27. Lingyin Wentai (zm. 1289)
                                  - 55/28. Huanyuan Fuyu (1245–1313)
                                    - 56/29. Chunzhuo Wencai (1273–1352)
                                      - 57/30. Songting Ziyan (bd)
                                        - 58/31. Ningran Liaogai (1335–1421)
                                          - 59/32. Jukong Qibin (1383–1452)
                                            - 60/33. Wufang Kecong (1420–1483)
                                              - 61/34. Yuezhou Wenzai (1452–1524)
                                                - 62/35. Zongjing Zongshu (1500–1567)
                                                  - 63/36. Yunkong Changzhong (1514–1588)
                                                    - 64/37. Wuming Huijing (1548–1618)
                                                      - 65/38. Boshan Yuanlai (1575–1630) linia Boshana
                                                      - 65/38. Gushan Yuanxian (1578–1657) linia Gushana

                                                  - 63/36. Huanxiu Changrun (zm. 1585)
                                                    - 64/37. Cizhou Fangnian (zm. 1594)
                                                      - 65/38. Yunmen Yuancheng (1561–1626) linia Yunmena
                                                        - 66/39. Rubai Mingxue (1584–1641)
                                                          - 67/40. Poan Jingdeng (1603–1659) linia Jiaoshan
                                                            - 68/41. Guqiao Zhixian (bd)
                                                              - 69/42. Jiantang Dejing (bd)
                                                                - 70/43. Shuoan Xingzai (bd)
                                                                  - 71/44. Mingxiu Fuyi (zm. 1790)
                                                                    - 72/45. Biyan Xiangjie (1703–1765)
                                                                      - 73/46. Jizhou Chengyao (zm. 1737)
                                                                        - 74/47. Juchao Qingheng (bd)
                                                                          - 75/48. Xingyuan Juequan (bd)
                                                                            - 76/49. Moxi Haiyin (bd)
                                                                              - 77/50. Yuehui Liaochan (bd)
                                                                                - 78/51. Liuchang Wuchun (bd)
                                                                                  - 79/52. Jichang Daxu (bd)
                                                                                    - 80/53. Yunfan Changzhao (bd)
                                                                                      - 81/54. Fengping Zhaoci (bd)
                                                                                        - 82/55. Dejun Zijue (bd)
                                                                                          - 83/56. Jitang Jiatai (bd)
                                                                                            - 84/57. Zhiguang Wenjue (1889–1963)
                                                                                              - 85/58. Dongchu Denglang (1908–1977)
                                                                                                - 86/59. Mingshan Chuanxin (bd)
                                                                                                - 86/59. Huikong Shengyan (1930–2009) linia Góry Bębna Dharmy

                  - 47/20. Shimen Yuanyi (1053–1137)
                  - 47/20. Baofeng Weizhao (1084–1128)
                    - 48/21. Zhenru Daohui (bd)
                    - 48/21. Zhitong Jingshen (1090–1152)

                  - 47/20. Danxia Zichun (1064–1119)
                    - 48/21. Huizhao Qingyu (1078–1140)
                    - 48/21. Hongzhi Zhengjue (1091–1157) Congrong lu
                      - 49/22. Jingyin Kumu (bd)
                      - 49/22. Zhide Huihui (1097–1183)

                    - 48/21. Zhenxie Qingliao (1089–1151)
                      - 49/22. Tiantong Zongjue (bd)
                        - 50/23. Xuedou Zhijian (1105–1192)
                          - 51/24. Tiantong Rujing (1163–1228)
                            - 52/25/1. Eihei Dōgen Kigen (1200–1253) Japonia, szkoła sōtō